# دفتر (سجل ضرائب)

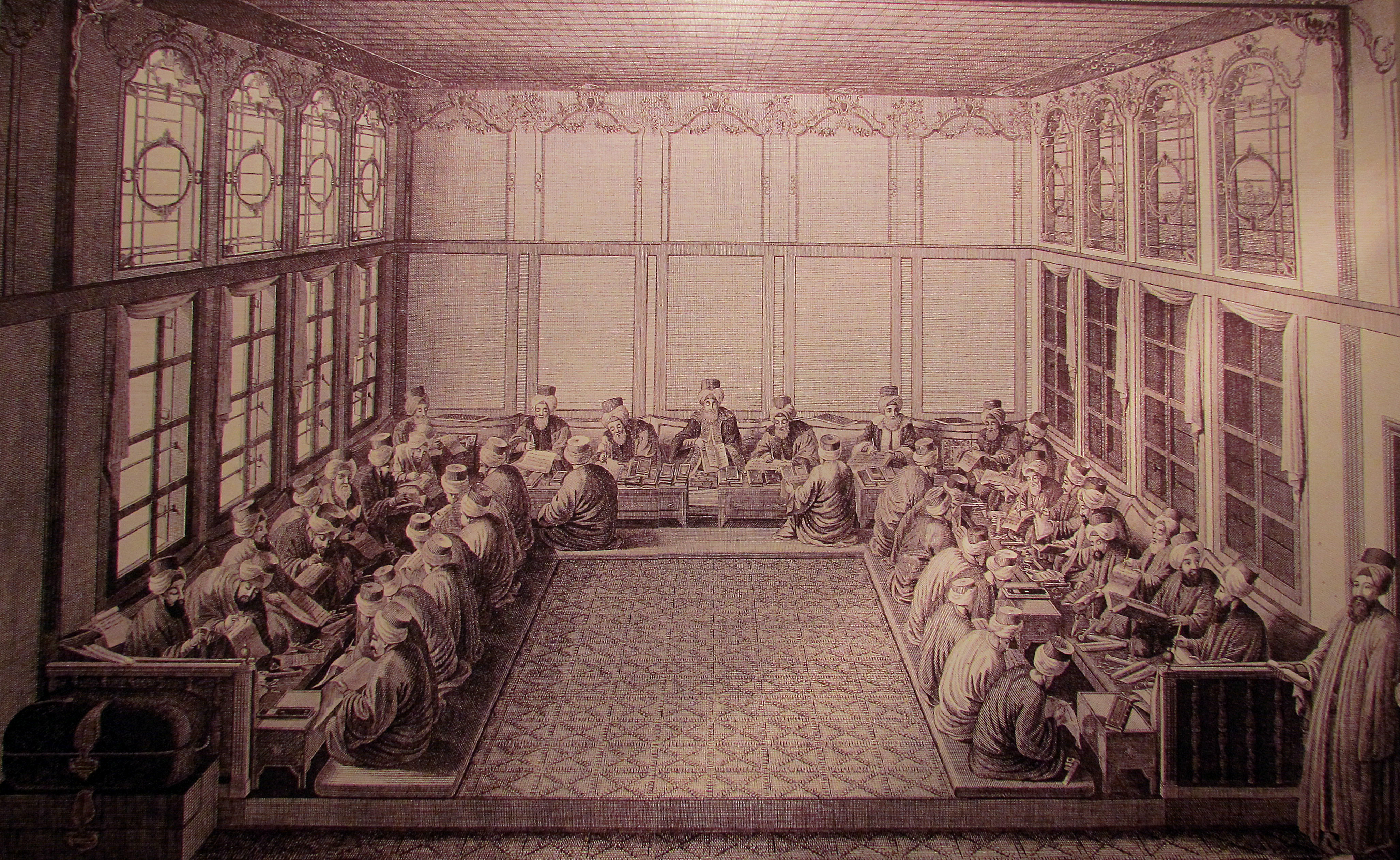
إجتماعات العثمانين

الدَفْتَر (بالتركيّة: defter)، كان نوع من سجلّات الضرائب وَالمسح العقاري في الدولة العثمانية.
قد تتبايَن المعلومات المجموعة حوله، لكنّه تضمّن في دفاتر التحرير (بالتركيّة: tahrir defterleri) تفاصيلًا عن القُرى وَالمساكن وَأرباب الأُسَر (الذُكور البالغين وَالأرامِل) والانتماء العرقيّ أو الدّين (لأنّها تؤثّر في المسؤوليّات/الإستثناءات) وَأيضًا استخدام الأراضي. وكان دفتر الحقّانيّة (بالتركيّة: defter-i hakâni) سجلًّا للأراضي، وَاستُخدِم أيضًا من أجل الضّرائب.
يكون لكلّ بلدة دفترًا وَمكتبيٌّ أو شخص ما في منصب تنفيذيّ لتحديد فيما إذا يجب تسجيل المعلومات أم لا. كان الشخص المكتبيّ عادةً رجلًا مُتعلّمًا ولديه معرفة بقوانين الولاية. وَاستُخدِم الدفتر لتسجيل الفعاليّات العائليّة مثل الزواج وَالميراث.
أفادت هذه السجلّات المؤرّخين لأنّ هذه المعلومات تسمح بفهم أعمق لملكيّة الأراضي في عهد الدّولة العثمانيّة. وتفيد تحديدًا في دراسة الشّؤون اليوميّة لمواطني الدّولة العثمانيّة.
عُرِفَ بعض مَكتبيو الدّولة العُثمانيّة المسؤؤلين عن سجلّات الضرائب باِسم كاتب الدفتر (بالتركيّة: defterdar).
اشتُقّ الاسم من الإغريقيّة «diphthera διφθέρα» الَّتي تعني كِتاب (كتابٌ صفحاته من برشمان الماعز، تُستَخدم مع ورق البردي كورقٍ للكتابة في اليونان القديمة) وفي العربيّة هي «دفتر» وتعني كتاب فارغ ذي أسطرٍ للكتابة.
الـdiphtheria (بالعربيَّة: الخُنَّاْق)، هو مرض حاد معدٍ تسبِّبه الوتديّة الخُنّاقيّة (عُصيّة كليبس-لوفلر) الّتي لها نفس أصل التسمية.